# Le Conservateur (Class40)
Pour les articles homonymes, voir Le Conservateur (homonymie) et Conservateur.
Le Conservateur est un voilier monocoque de 40 pieds conçu pour la course au large, il fait partie de la classe Class40 avec le numéro 142.
Il porte les couleurs de Le Conservateur de 2014 à 2016, de Solo 2 de 2016 à 2017, de Made In Midi de 2018 à 2020 et de HBF Reforest'Action depuis 2021.

## Historique

### Le Conservateur
Le voilier est construit sur le modèle Tizh 40 par le chantier BG Race de Saint-Malo.
Mis à l'eau en septembre 2014 sous les couleurs de Le Conservateur, il est le Class40 le plus récent au moment du départ de la Route du Rhum 2014. Pour cette première grande course, le voilier est skippé par Yannick Bestaven qui arrive à la 7e place de la catégorie Class40, cette première épreuve est cependant entachée par une collision entre le monocoque et Swish, le voilier Class40 de la sud-africaine Philppa Hurton-Squire; n'ayant pas respecté le règlement pour prévenir les abordages, le skipper rochelais écope d'une pénalité de 24 heures.
Un an plus tard, le voilier toujours skippé par Yannick Bestaven et Pierre Brasseur remporte la Transat Jacques Vabre catégorie Class40 en restant en tête la majorité de la course.

### Solo 2
À l'issue de sa victoire sur la Route du Café, le monocoque est vendu au norvégien Rune Aaslberg, qui le renomme Solo 2. Il remporte quelques mois plus tard la Shetland Race,.

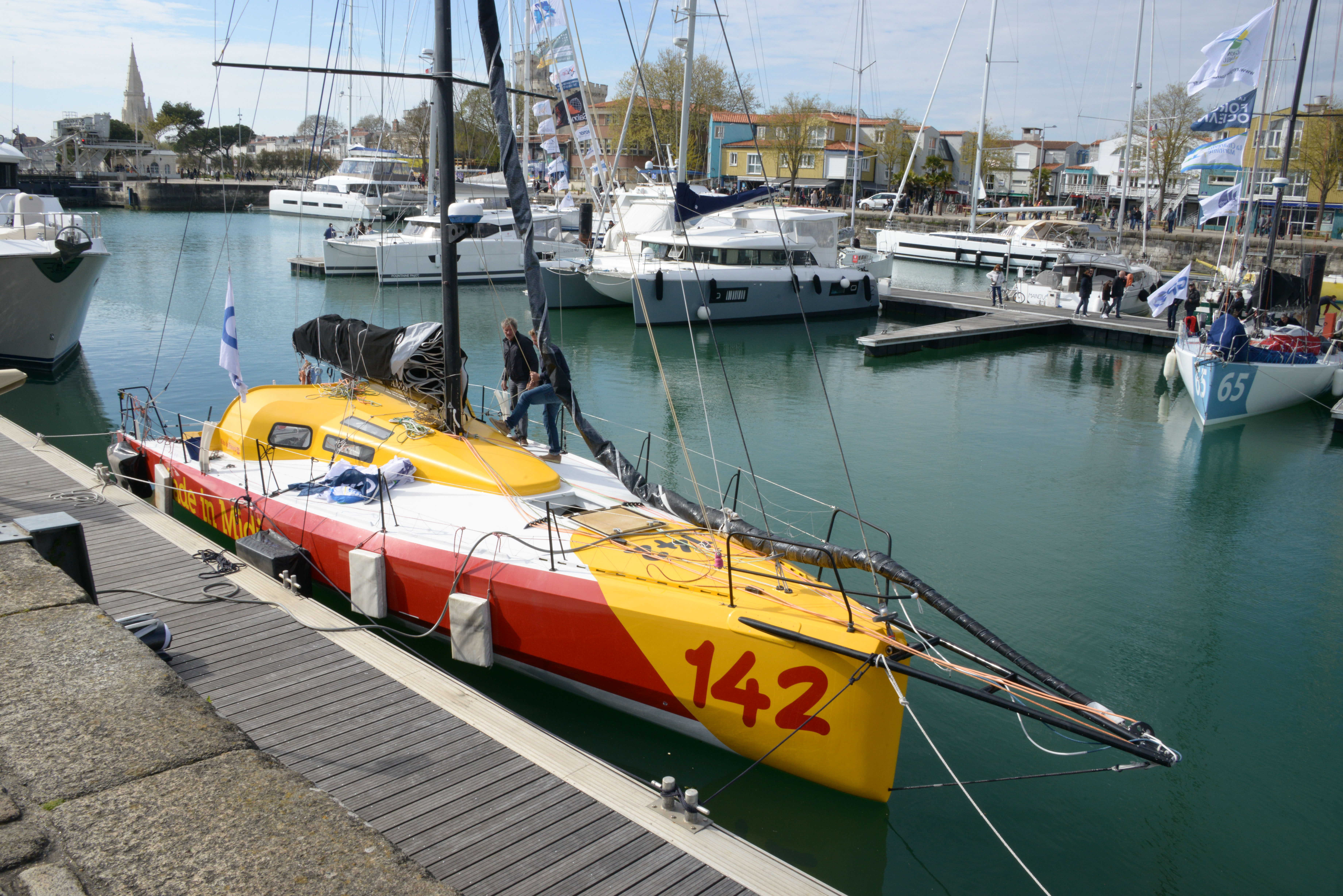
Made In Midi à quai dans le port de La Rochelle.

### Made In Midi
En 2017, le voilier est acheté par Kito de Pavant et retourne en France sous le nom de Made In Midi, avec pour premier objectif la Route du Rhum 2018.
Après 6 mois de chantier, le monocoque est remis à l'eau et remporte fin juin son ticket pour la Route du Rhum à la suite des 1 200 miles accomplis en solitaire par Kito de Pavant entre Port-Camargue, la Sardaigne, la Tunisie et les Baléares.
Au cours de la Route du Rhum, le grand spi du voilier se déchire alors qu'il navigue à la quatrième position de la flotte des Class40. Il franchit la ligne d'arrivée à Pointe-à-Pitre en cinquième position avec plus d'un jour de retard sur le vainqueur Veedol skippé par Yoann Richomme. Quelques semaines plus tard, le monocoque est de nouveau victime d'une avarie de voile l'obligeant à abandonner la RORC Caribbean 600.
Fin septembre 2019, à quelques semaines du départ de la Transat Jacques Vabre, le mât du monocoque se brise en trois durant un test de jauge à Port-Camargue, obligeant le skipper à louer un autre voilier pour pouvoir prendre le départ de la Route du Café.
En mai 2020, le monocoque établit le temps de référence en Class40 de la Tartine Cup et du Run du Lion et de la Dragonera.

### HBF Reforest'Action
Au cours d'un chantier à Port-Camargue, au début de l'année 2021, le voilier reçoit une nouvelle étrave dessinée par Guillaume Verdier. Il est remis à l'eau sous ses nouvelles couleurs HBF Reforest'Action.
Lors de l'édition 2021 de la Transat Jacques Vabre, le voilier skippé par Kito De Pavant et Gwen Gbick est contraint à l'abandon à la suite de l'explosion du bout-dehors.

## Palmarès

### 2014 - 2016:Le Conservateur
- 2014 :7e de la Route du Rhum
- 2015 :
  - 2e de la Normandy Channel Race[21]
  - vainqueur des Sables-Horta-Les Sables[21]
  - vainqueur de la Transat Jacques Vabre

### 2016 - 2017:Solo 2
- 2016 : vainqueur de la Shetland Race
- 2017 : 11e de la Normandy Channel Race

### 2018-2020:Made In Midi

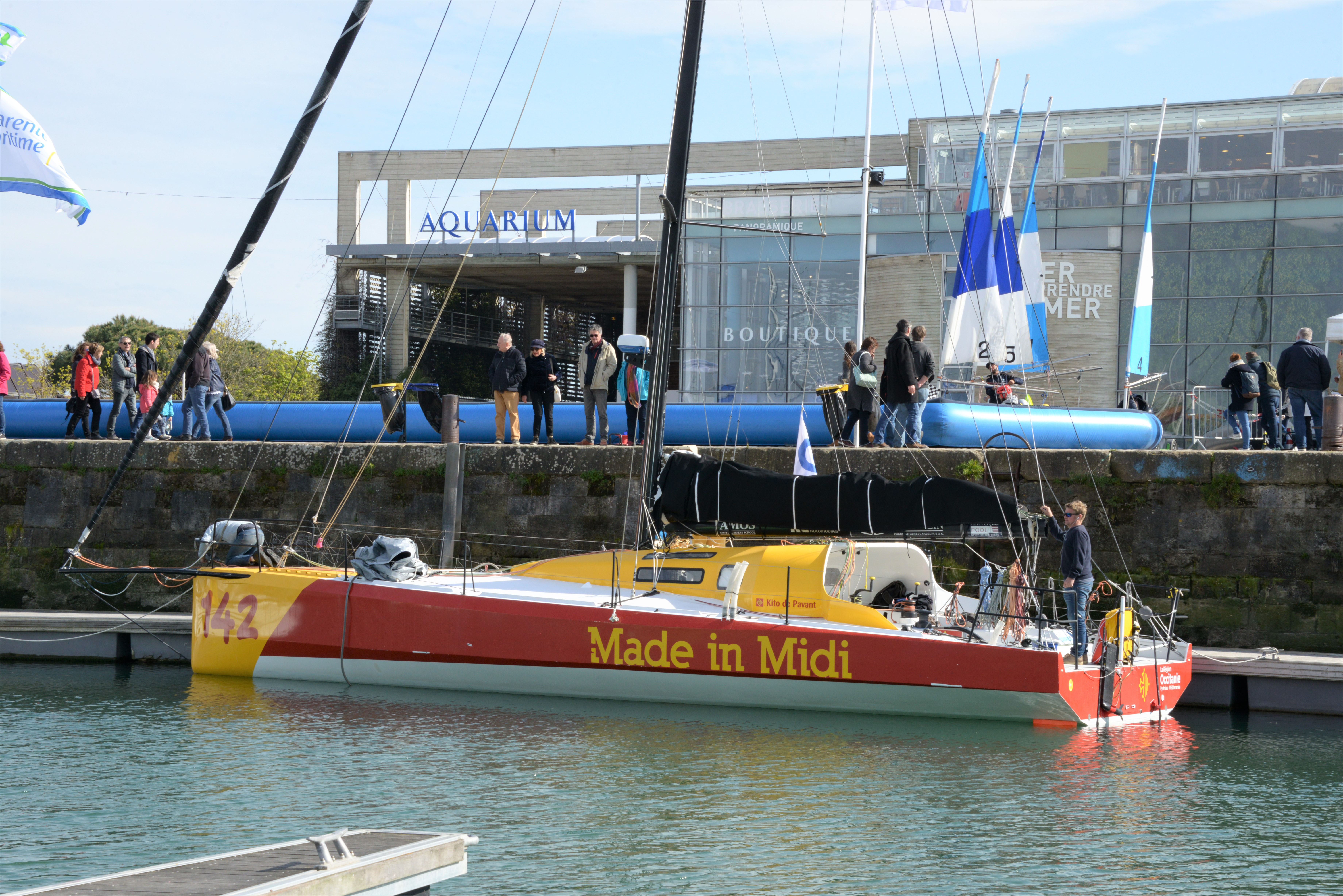
Made in Midi amarré dans le Bassin des Chalutiers de La Rochelle.

- 2018 :
  - 61e de la Rolex Giraglia[22]
  - 5e de la Route du Rhum
- 2019 : 3e du Défi Atlantique[21]
- 2020 : 9e de la Middle Sea Race[23]

### Depuis 2021:HBF Reforest'Action
- 2022 :
  - vainqueur de la Corsica Med[21]
  - 2e de la Porquerolle’s Race[24]
  - vainqueur d'Au large de St Tropez[21]
  - 2e de Duo Max[21]
  - vainqueur de Palerme-Montecarlo[21]